# El comisario, nervio de nuestro ejército popular
El comisario, nervio de nuestro ejército popular es un cartel de propaganda política realizado por Josep Renau en el contexto de la Guerra Civil Española. Está dedicado al Ejército Popular de la República, y la potencia gráfica de la composición ha hecho que se considere una de las obras más populares del autor.
En él, se utiliza un mensaje directo y sencillo, una tipografía clara y una imagen impactante, proponiendo una composición simbólica, en forma de fotomontaje, donde se relaciona el brazo de un comisario político con la fuerza de una bayoneta. Hay dos versiones del cartel, una con la inscripción Partido Comunista, y otra sin la inscripción, que es el original y fecha del 1936.